# Canal 9 (Argentina)
Canal 9 Conhecido comercialmente como Proartel TV, é uma emissora de televisão Argentina localizada em Buenos Aires.
A primeira emissora privada da Argentina foi fundada em 9 de Junho de 1960. Durante esse período, Canal 9 foi controlado por companhias estrangeiras. Desde 2012 ó canal 9 transsmite na tv digital no canal 35 UHF e no canal virtual (9.1) HDTV Canal 9 HD.
Em 1963 Alejandro Romay, que foi senhor da Radio Libertad, tornou-se o controlador do Canal 9, e nos anos seguintes ele adquiriu parte da emissora de acionistas estrangeiros. Canal 9 foi a primeira emissora a operar somente para a capital da Argentina. 
Em 1974, durante o Governo de Perón, Canal 9 foi controlado pelo governo, e em 1984, ele foi privatizado. A emissora foi retomada por Alejandro Romay, e este controlou a emissora até 1997. Ele era conhecido na Argentina como o "Czar da Televisão". A emissora foi renomeada como "Canal 9 Libertad". Ela foi vendida para o grupo Australiano Prime Television em 1997.
A emissora passou a ser chamada de "Azul Televisión". Nessa época, 51% da emissora foi vendida para o Grupo Telefónica, que controlava o rival da Azul, Telefe.
A Azul Televisión foi vendida em 2002 por uma sociedade de jornalistas, liderada pelo empresário de mídia Daniel Hadad. O nome Canal 9 foi restaurado.
Em janeiro de 2007 o grupo Albavisión adquiriu 80% das ações do canal, sendo operada pela Telearte SA. Inicialmente, os 20% restantes continuariam com Daniel Hadad, mas em dezembro do mesmo ano, ele deixa a emissora e a Albavisión passa a ter controle total do canal.
Em 2017, assume o nome elnueve. Em 2018, por meio de comunicado interno, admite estar em uma situação econômico-financeira crítica, agravada a alguns anos, e adota um "protocolo preventivo de crises".
Em novembro de 2020, o Grupo Octubre, que também opera o periódico  Página/12, adquire 90% das ações do canal. Os 10% restantes ficam com Carlos Lorefice Lynch, presidente da Telearte.
Canal 9 foi popularmente conhecido como "el canal de la palomita" ("o canal da pomba"), pois uma pomba branca pequena foi o símbolo dela.